# فضای رودریگز-فرانک
فضای رودریگز-فرانک (به انگلیسی: Rodrigues-Frank space) به فضای متشکل از بردارهای رودریگز که توسط فرانک توسعه داده‌شده گفته می‌شود که برای نشان دادن عیوب جهت‌گیری بلوری (مثلاً در مرزدانه‌ها) بکار می‌رود.
رشته‌های مبتنی بر محورهای ثابت، در فضای رودریگز-فرانک بر خلاف فضای اولر همواره خطوط مستقیم هستند.